# Чень Цзюань
Чень Цзюань (нар. 11 грудня 1986) — китайська борчиня вільного стилю, срібна призерка чемпіонату Азії.

## Життєпис
Боротьбою почала займатися з 2002 року.
Виступала за борцівський клуб Цзянсу. Тренер — Їнь Цзянчун.

## Спортивні результати на міжнародних змаганнях

### Виступи на Чемпіонатах світу
| Змагання                        | Збірна | Вагова категорія          | Місце |
| ------------------------------- | ------ | ------------------------- | ----- |
| Чемпіонат світу з боротьби 2009 | КНР    | жіноча боротьба, до 55 кг | 17    |

### Виступи на Чемпіонатах Азії
| Змагання                       | Збірна | Вагова категорія          | Місце  |
| ------------------------------ | ------ | ------------------------- | ------ |
| Чемпіонат Азії з боротьби 2009 | КНР    | жіноча боротьба, до 55 кг | Срібло |